# Agdistis linnaei
Agdistis linnaei là một loài bướm đêm thuộc họ Pterophoroidea. Nó được tìm thấy ở Tanzania và Kenia.
Sải cánh dài 14–19 mm. The moth gặp ở tháng 4 và từ tháng 11 đến tháng 1.